# 弗里茲·托特
弗里茲·托特（德語：Fritz Todt，1891年9月4日—1942年2月8日）是第二次世界大戰期間納粹德國的工程師和高級官員，也是惡名昭彰的托特組織首領，負責納粹德國戰爭機器的勞動力和各項工程建設的運作，在他建設的工程中也包括知名的大西洋壁壘。他是1938年第二届德国国家艺术与科学奖获奖者。
托特在第一次世界大戰參加德國空軍，還因為作戰英勇獲得鐵十字勳章。托特擁有空軍少將軍銜，他在納粹黨上台後成為裝備、軍火部部長，領導手下建設德國高速公路，港口、機場和要塞防線，為德國經濟能從一戰中的廢墟中重新崛起有著不可磨滅的貢獻。在德國因為希特勒而一步步走向戰爭時，托特代替國防軍人員接掌軍械和彈藥部的管理，也將許多戰俘和志願人員用以建造巨大的防線，如齊格菲防線、大西洋壁壘等。
1942年，托特正要從狼穴搭乘飛機前往柏林，由於他的座機因正在維護，托特改坐轟炸機He-111，當轟炸機起飛至半空時突然爆炸，機上所有人全數身亡；附帶一提，納粹工程2號人物—阿爾伯特·斯佩爾原本也要搭乘此機，但因身體不適而取消此行，使他保住了性命。

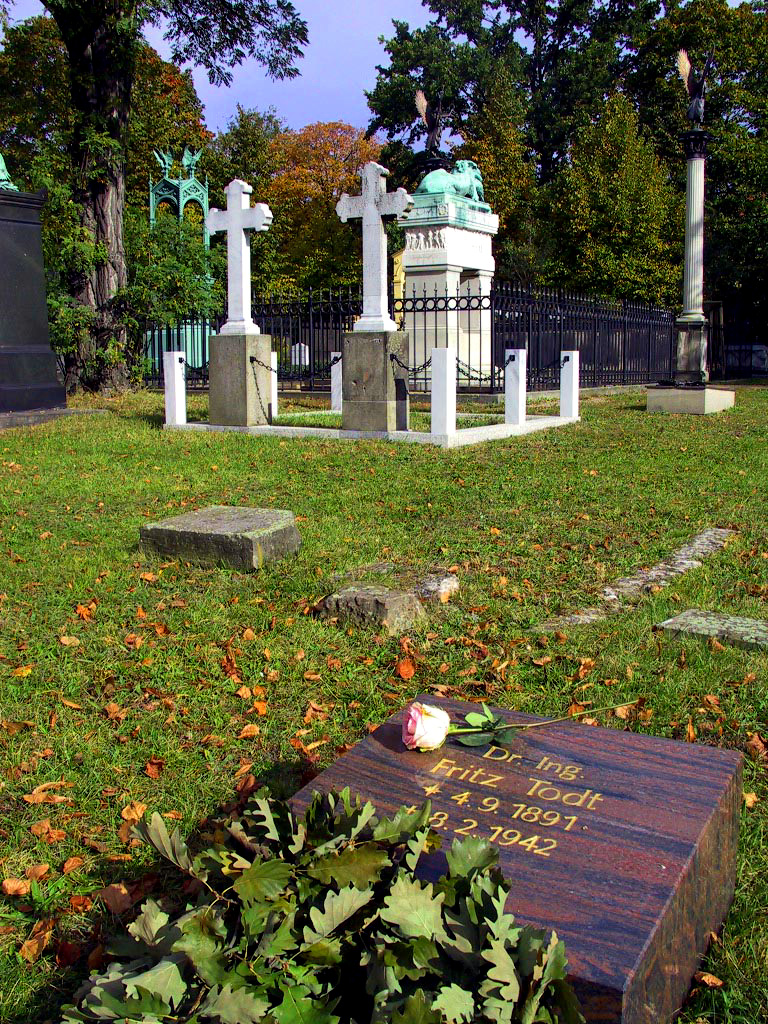
位於柏林的托特之墓

## 外部連結
- Hitler's oration at Todt's funeral （页面存档备份，存于）